# Dirk van Duijvenbode
Dirk van Duijvenbode (Katwijk aan Zee, 1992. június 30. –) holland dartsjátékos. 2010 és 2011 között a British Darts Organisation, majd 2011-től a Professional Darts Corporation tagja. Sportkarrierje mellett teljes munkaidejű állással rendelkezik, padlizsánfarmon dolgozik. Innen ered az "Aubergenius" beceneve is.

## Pályafutása
2011-ben bejutott a PDC Youth Tour németországi fordulójának döntőjébe, ahol 4–2-es arányban maradt alul Paul Barhammal szemben. 2013-ban két Challenge Tour-versenyen is döntőt játszott, de mindkettőt elveszítette Rowby-John Rodriguez és Jan Dekker ellenében.
2014-ben kezdett rendszeresen játszani a PDC versenyein, a német dartsbajnokságban pedig a 2. körben kapott ki Wes Newtontól. A 2014-es UK Openen bejutott a második fordulóba, és bár ott is sokáig vezetett, végül alulmaradt Joe Murnannal szemben. A junior-világbajnokságon elődöntőt játszott, ott Keegan Brown verte meg 6–2 arányban.
2015-ben, a Development Tour harmadik állomásán megdobta élete első kilencnyilas kiszállóját. A Players Championships 12. állomásán negyeddöntőbe jutott, az Európa-bajnokságon pedig Justin Pipe-tól kapott ki 6–2-re az első fordulóban.
A PDC világbajnokságán 2016-ban szerepelt először, ott azonban már az első körben háromszettes vereséget szenvedett honfitársától, Raymond van Barneveldtől. A UK Openen Michael McFall, Peter Hudson és Robbie Green ellenében is győztesen hagyta el a játékteret, azonban a negyedik fordulóban Mark Webster ellen már nem volt esélye (9–4).
2018-ban elvesztette a korábban nyert Pro Tour-kártyáját, amelyet két év elteltével, a 2020-as Q-Schoolon tudott csak visszaszerezni. A 2020-as World Grand Prix-n nem kiemeltként kiejtette Mensur Suljovićot, Dimitri Van den Berghet, Gary Andersont és Simon Whitlockot is, azonban a döntőben kikapott Gerwyn Price-tól.
A 2021-es PDC-dartsvilágbajnokságon egészen a negyeddöntőig jutott, miután kiejtette Rob Crosst és Glen Durrantet is, ott azonban 5–1-es vereséget szenvedett Gary Andersontól.

## Világbajnoki szereplései

### PDC
- 2016: Első kör (vereség  Raymond van Barneveld ellen 0–3)
- 2021: Negyeddöntő (vereség  Gary Anderson ellen 1–5)
- 2022: Negyedik kör (vereség  Gerwyn Price ellen 1–4)
- 2023: Negyedik kör (vereség  Michael van Gerwen ellen 1–4)
- 2024: Második kör (vereség  Boris Krčmar ellen 1–3)
- 2025: Második kör (vereség  Madars Razma ellen 1–3)

## Döntői

### PDC nagytornák: 1 döntős szereplés
| Történet               |
| World Grand Prix (0–1) |

| Eredmény | Sorszám | Év   | Bajnokság        | Ellenfél a döntőben | Pontok   |
| Döntős   | 1.      | 2020 | World Grand Prix | Gerwyn Price        | 2–5 (sz) |

### PDC World Series of Darts tornák: 2 döntős szereplés
| Történet                           |
| World Series of Darts Finals (0–1) |
| World Series of Darts (0–1)        |

| Eredmény | Sorszám | Év   | Bajnokság                    | Ellenfél a döntőben   | Pontok    |
| Döntős   | 1.      | 2022 | Dutch Darts Masters          | Dimitri Van den Bergh | 2–8 (l)   |
| Döntős   | 2.      | 2022 | World Series of Darts Finals | Gerwyn Price          | 10–11 (l) |

## Tornagyőzelmei
| Players Championships - Players Championship (BAR): 2022 (x2), 2023 (x2) - Players Championship (NIE): 2021 - Players Championship (WIG): 2023 | - Open Willemstad: 2014 - Online Darts World Championship: 2020 |